# EICAR
Европейският изследователски институт по борба с компютърните вируси (на английски: European Institute for Computer Antivirus Research, EICAR) е основан през 1990 г. със седалище в Мюнхен, Германия‎.
Има за цел задълбочаване на изследванията в областта на борбата с компютърните вируси и, в частност, подобряване на съществуващите антивирусни приложения.
Организацията постепенно разширява обхвата на изследванията, включвайки всякакъв вреден софтуер (класифициран под общото понятие малуеър), както и теми от областта на информационната сигурност по принцип, като например защитата на съдържание, сигурността в безжичните мрежи, RFID, както и въобще запознатостта с този тип проблеми.

## EICAR тестов файл
EICAR е популярна с едноименния си тестов файл, който може да се използва за проверка на основната функционалност на антивирусните програми.